# 祆教
祆教（波斯語：زرتشتی‌گری；音：祆），音譯為瑣羅亞斯德教，是伊斯兰教诞生之前中东和西亚最具影响力的宗教，古代波斯帝国的國教。因信徒在火前祷告而又得名为拜火教，又称为火祆教或白頭教。
琐罗亚斯德教的思想屬西方理論定義下的二元論，有學者認為它對犹太教以及后来的基督教和伊斯兰教影响深远。琐罗亚斯德教的神“密特拉”也进入到罗马帝国的多神宗教中。西方的圣诞节亦與密特拉节有關。目前此教在伊朗偏僻山区和印度孟买一带的帕西人（又譯作巴斯人）中仍有很大的影响力。
此教的创始人是琐罗亚斯德，他出身于米底王国的一个贵族骑士家庭，20岁时弃家隐居，30岁时聲稱受到神启，破斥当时的多神教，宣说火祆教，但他也因此受到当时的多神教祭司的迫害。直到42岁时，阿契美尼德帝國的宰相将女儿嫁给琐罗亚斯德为妻，并将他引见国王，琐罗亚斯德教才在波斯迅速传播。77岁时，他在一次战争中，在神庙中被杀身亡。另有一种說法则认为琐罗亚斯德的生存年代要更早，瑣羅亞斯德教也非他首创，有源自更遠古的繼承。

## 教义

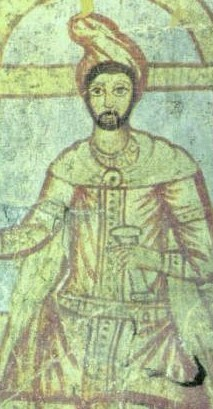
琐罗亚斯德

阿胡拉·馬茲達是代表光明的善神，阿里曼則是代表黑暗的恶神；善神的随从是天使，恶神的随从是魔鬼，互相之间进行长期、反复的斗争，为了战斗，阿胡拉‧馬茲達创造了世界和人，首先创造了火。琐罗亚斯德的出生是善神阿胡拉‧馬茲達胜利的结果，琐罗亚斯德的精髓每一千年产生一个儿子，他指定第三个儿子为救世主，以彻底肃清魔鬼，使人类进入“光明、公正和真理的王国”。人死后要进入“裁判之桥”，根据其生前所作所为决定入天堂或地狱，但在世界末日时都要接受最后审判，恶人的灵魂可以荡除罪恶而复活。种植是善行，所以种植者又叫雅利亚人。
琐罗亚斯德教的主要经典是《阿维斯陀》，意思是“知识”，也叫“波斯古经”，主要记述琐罗亚斯德的生平以及教义。原有21卷，根据后来琐罗亚斯德教的传说，亚历山大大帝征服波斯后，认为信仰瑣羅亞斯德的波斯人太勇於作戰，故毁瑣羅亞斯德教所有经典，所幸存下来的《阿维斯陀》仅有一卷，而在希腊留有的一部完整21卷抄本，後來散佚。在波斯萨珊王朝期间，瑣羅亞斯德教复兴，这一卷《阿维斯陀》被拼凑、补齐成为21卷，但与原来的版本已不盡相同。

## 善惡二元論和琐罗亚斯德教的眾神

### 阿胡拉·馬茲達和其他善神

#### 主神
- 阿胡拉·馬茲達（Ahura Mazda）：瑣羅亞斯德教的創造神，被奉為「唯一真正的造物主」，因此是主神。
- 斯彭塔·曼紐（Spenta Mainyu，即「聖靈」）：斯彭塔·曼紐與惡神阿里曼是孿生兄弟，斯彭塔·曼紐參與了阿胡拉·馬茲達的創造，成就了一切善的事物。一説斯彭塔·曼紐是阿胡拉·馬茲達的化身。
- 瓦胡·馬納（Vohu Manah，即「善靈」）：瑣羅亞斯德教的保護神，保護着牧民和其牲畜。一説沃胡·摩那是阿胡拉·馬茲達的兩大分身之一，代表了阿胡拉·馬茲達的智慧和善良，被視為阿胡拉·馬茲達與人的靈魂交往的媒介。

#### 從神
- 阿沙·瓦希什塔（Asha vahishta，即「真理」）：阿胡拉·馬茲達的從神之一，代表了阿胡拉·馬茲達的至誠和聖潔，與代表謊言的惡魔德魯傑（Drūj）相對立。在《伽薩》中阿沙·瓦希什塔與聖火關係密切。後被奉為火神。
- 赫沙特拉·瓦伊里亞（Khshathra Vairya，即「權威」)：阿胡拉·馬茲達的從神之一，代表了阿胡拉·馬茲達的威嚴和仁政，負責救助窮苦百姓。後被奉為金屬神。
- 斯彭塔·阿爾邁蒂（Spen darmaiti，即「虔敬」）：阿胡拉·馬茲達的從神之一，代表了阿胡拉·馬茲達的謙恭和慈愛。後被奉為土地和耕种女神。人们尊奉她为马兹达的女儿
- 胡爾瓦塔特（Haurvatat，即「完美」）：阿胡拉·馬茲達的從神之一，代表了阿胡拉·馬茲達的完美和健康。後被奉為水的女神。
- 阿梅雷塔特（Ameretat，即「不滅」）：阿胡拉·馬茲達的從神之一，代表了阿胡拉·馬茲達的永恆和不朽。後被奉為植物女神。

### 阿里曼和其他惡神
- 阿里曼（Ahriman）：瑣羅亞斯德教的惡神，與阿胡拉·馬茲達互相對抗，是一切邪魔的成就者。
- 阿凯马纳（Ake Mana，即「惡意」）：為六大惡魔之一，被他所掌控的人將會失去分辨正邪善惡的能力。
- 薩魯瓦（Saruwa，即「無秩序」）：六大惡魔之一，據說他在世界滅亡的時候會被灼熱的融鐵所滅。
- 塔罗马蒂（Taroumati，即「背叛」）：六大惡魔之一，女性惡魔，潛伏在人心之中。
- 陶尔维（Taurvi，即「熱」）：為六大惡魔之一，他使植物乾枯，生育毒草。
- 宰里沙（Zairisha，即「飢渴」）：為六大惡魔之一。
- 加纳古·梅诺古（Ganaagu Meinougu，即「破壞」）：為六大惡魔之一，也有人認為他是惡神阿里曼的別名之一。

## 创世
善神阿胡拉马兹达从光中产生。恶神安格拉曼纽隐藏在黑暗中。他们各自独立。阿胡拉马兹达创造天使，之后创造了整个宇宙，先是灵，之后是物质。他再创造了完美的人的原型：伽约马德（Gayomard），还创造了一头公牛。与此同时，代表着破坏和毁灭本能的安格拉曼纽创造了魔鬼，和各种邪恶的生物。他为每一个善的物都创造了一个对等的恶的物，但是创造不出人的对等物。于是，安格拉曼纽入侵了宇宙，让人和牛感染上了死亡。但与此同时，恶的势力也被限制在宇宙中，不得逃出。从将死的人和牛中，产生了一些种子。从牛的种子中诞生了所有善的生物，从人的原型的种子中诞生了最早的一对人类夫妻。

## 祭祀仪式

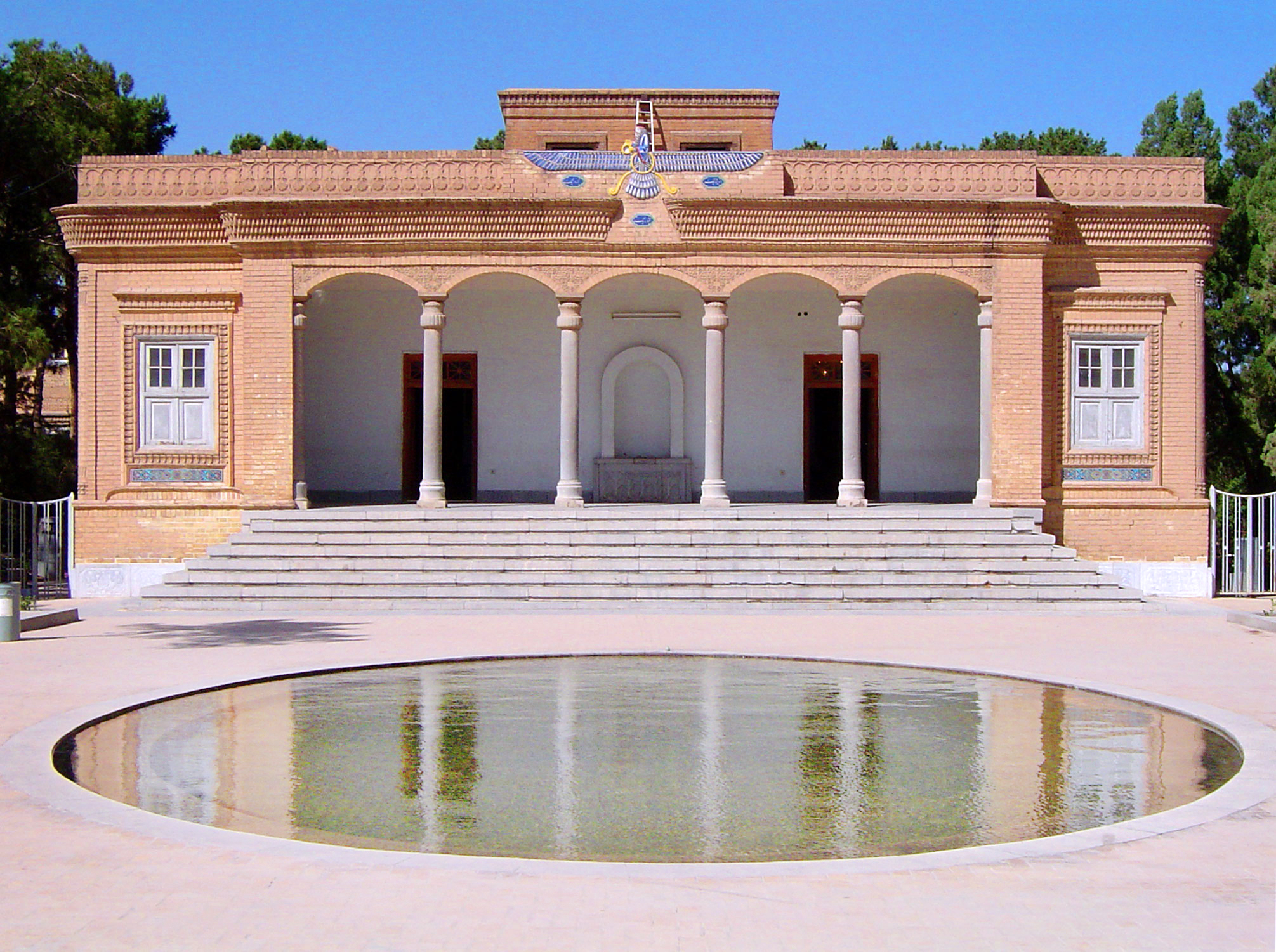
伊朗亚兹德的琐罗亚斯德教神庙

琐罗亚斯德教认为，火是阿胡拉·馬自達最早创造出来的儿子，是象征神的绝对和至善，是“正义之眼”，所以庙中都有祭台点燃神火，最壮观的是在伊朗利用天然气修建的神庙，四方的神庙四角有四根连接天然气井的管道，在庙顶四角有四个日夜燃烧的火炬。日常点燃和保存神火要经过繁复的仪式。
琐罗亚斯德教认为，火、水、土都是神圣的，不得玷污。教徒死后僅能天葬，即放置特定聖域（寂靜之塔）任由兀鹰食其屍體。

## 传播

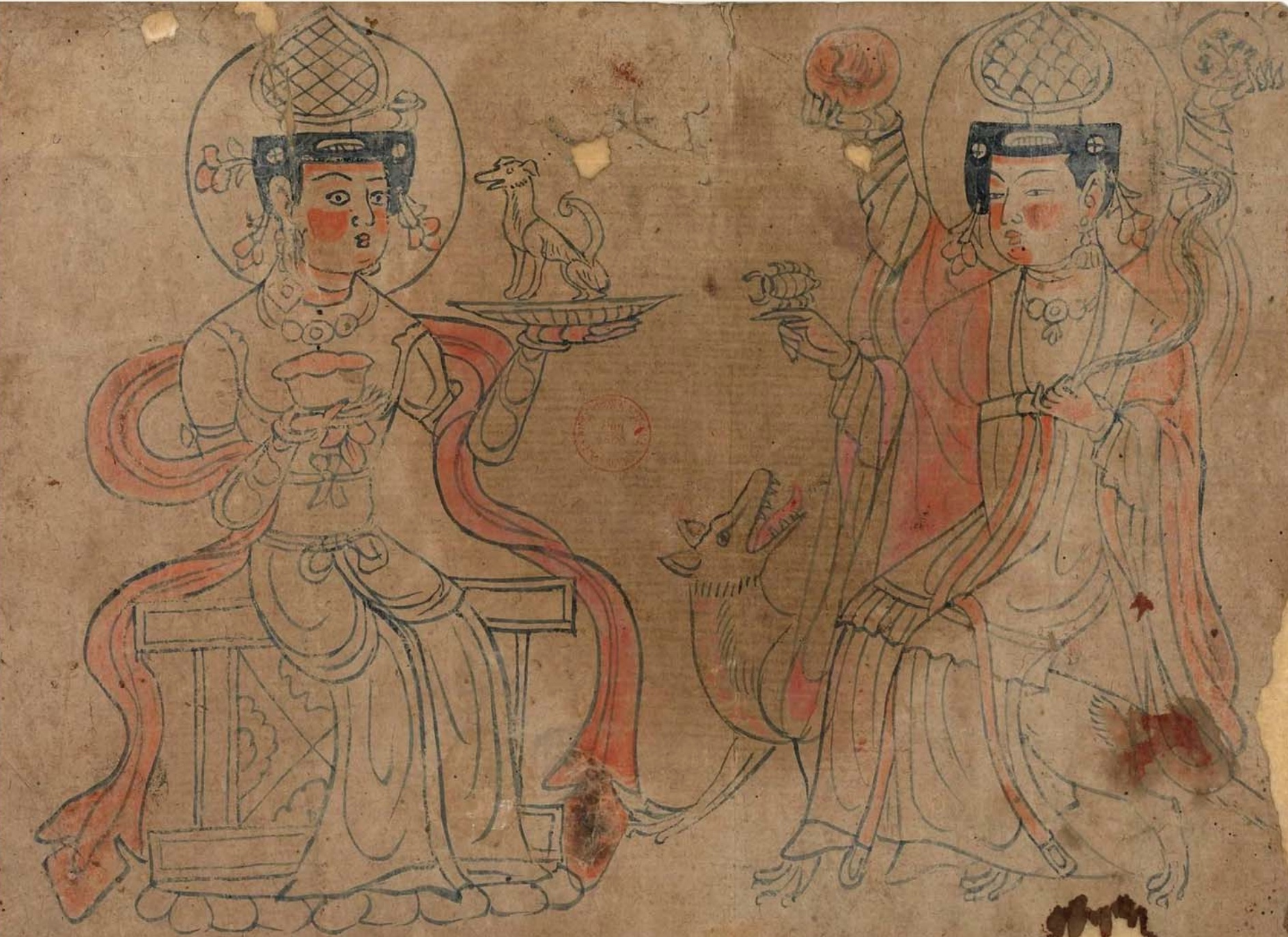
敦煌白畫祆教女神像

琐罗亚斯德教在中东迅速传播，成为阿契美尼德帝國的国教。后来部分进入印度，部分通过西域进入中国。今天的伊朗境内尚保留有5座寺院，但规模都很小，也举行宗教仪式，内有长年不灭之圣火。

### 在中国的传播
参见：
- 中国粟特人墓葬列表
- 粟特史氏家族墓葬群
- 唐滅东、西突厥之戰
- 昭武九姓
- 四川祆教

当时西域以及丝路沿线的部分国家信仰琐罗亚斯德教，尤其是中亚地区的粟特人的昭武九姓国。粟特人在中国经商或入朝为官，受到当时南北朝时代的北朝和隋朝許多皇帝的支持。如原州地区的史氏家族成员曾担任管理马匹的官员和中书省翻译，粟特史氏家族墓葬群的史诃耽夫妇墓出土蓝色宝石印章，印章上刻有石榴树状的三权树和狮子图像，为祆教阿什（Ashi）女神的象征。
公元657年，唐朝灭西突厥汗国。公元658年，唐在粟特地区设立羁縻州府和康居都督府，把粟特各国作为边疆州进行松散管理，粟特商人从事丝绸之路的贸易而促进了琐罗亚斯德教在中国的传播。唐朝时也有许多祆祠以备“胡商祈福”，直到歸義軍時期的敦煌仍然流行祆教，並與景教及摩尼教合稱「唐代三夷教」，宋朝以后则基本消失。於山西太原發現的隋朝時期的虞弘墓是研究瑣羅亞斯德教文化在中原的第一手資料。
在金庸武侠小说《倚天屠龙记》中记载的明教，即历史上的摩尼教，就是起源于琐罗亚斯德教，但教义融合了大量基督教、佛教等其他宗教教义。中國人常不加区分地将琐罗亚斯德教与摩尼教统称为“拜火教”，含义比较混乱。实际上二者并不是同一种宗教，二者关系类似于犹太教与基督教的关系。

### 在北美的傳播
印巴分治後，部分祆教徒移民至北美，而在伊朗伊斯蘭革命及两伊战争後大量伊朗祆教徒逃離來到北美。

## 人口

### 帕西人
在8-10世紀間，一部分堅持信仰瑣羅亞斯德教的波斯人，不願改信伊斯蘭教而移居印度西海岸古吉拉特邦一帶。這些波斯移民在印度被稱為“帕西人”，全世界帕西人的数量估计不足10万人，仍信瑣羅亞斯德教，主要從事工商業，操古吉拉特語。雖然這些帕西人並非穆斯林，但這是在印度歷史上最早出現的“帕西”一詞，按《大英百科全書》的解釋：“‘帕西’一詞，其意為波斯人，乃移居印度的波斯瑣羅亞斯德教徒之後裔。”可見，自中世紀起在印度出現的“帕西”一詞是“波斯人”之意。後來，隨著伊斯蘭教在南亞次大陸的廣泛傳播，在印度民間流行的語言中，“帕西”一詞的詞義逐漸擴大了範圍。
鴉片戰爭以前，已有帕西人到廣州經商。廣州的長洲島上有巴斯教徒墓地，墓地原已荒廢失修，2002年被列為廣州市文物保護單位，2005年完成修繕。
在香港，帕西人以做买卖起家，其中也有部分是以販賣鴉片起家。原來在香港居住的帕西人在銅鑼灣以「白頭教」之名建立一所神廟，此廟在1990年代改建為善樂施大廈。香港比較著名的帕西人有香港大學創辦人之一的麼地、律敦治醫院名字來源的J.H.律敦治、天星小輪前身九龍渡輪公司的創辦人米泰華拉。香港的其它祆教教徒，還包括1865年香港上海滙豐銀行、香港總商會的創辦委員，不少瑣羅亞斯德教徒也是聯交所上市公司董事。此外，香港旭龢道和碧荔道也以瑣羅亞斯德教徒而命名，香港現時亦有名為祆教墳場的帕西人墓地。
在澳門仁伯爵綜合醫院下方，有一個白頭墳場，也是祆教教徒的墓地。
在今天的伊朗，虽然把伊斯兰教什叶派定为国教，但为了保护波斯的历史文化，国家法律上还是允许了祆教作为合法的宗教。亚兹德是伊朗最后的祆教据点，大约还有3万名祆教教徒居住在这一带。在今天的印度，亦有约5万帕西人的后代信祆教，但因部分信徒主張只有父母皆為祆教徒才能稱作帕西人，以及不贊成教外通婚、出生率下降等原因導致帕西人人數下滑。

### 庫爾德人
近期在伊拉克和敘利亞的庫爾德人開始復興祆教，聲稱在2015年有10萬信徒。祆教正在伊拉克庫爾德斯坦尋求官方地位。

## 相关著作
- 1885年尼采名著《查拉图斯特拉如是说》，其中“查拉图斯特拉”实际上就是“琐罗亚斯德”的另一种音译[21]（中国古书中则称为“苏鲁支”）。
- 德国作曲家理查德·施特劳斯因《查拉图斯特拉如是说》1896年谱写了同名的乐曲，成为音乐史上的名篇。
- 美國人類學家谭亚·鲁尔曼（英语：Tanya Luhrmann）著有A Good Parsi，討論帕西人的認同問題。

### 註腳
1. ↑  「祆」，拼音：，注音：，粤拼：，意为天意所授之教，这是专门创造的一个汉字，注意不要把“祆”「左示右天」誤作“祅”「左示右夭」。
2. ↑  .  第7版.
3. ↑  .  第2版.
4. ↑  . 中華網. 2008-03-13  [2014-01-02]. （原始内容存档于2016-03-04）.
5. ↑  Hinnel, J, , Penguin Books UK, 1997
6. ↑  Cavendish, Richard; Ling, Trevor Oswald (1980), Mythology: an Illustrated Encyclopedia, Rizzoli, pp. 40–45, ISBN 0847802868
7. ↑  . Books.edzx.com. 1997-02-26  [2014-01-02]. （原始内容存档于2014-01-02）.
8. ↑  穆宏燕. . 光明日報  [2014-01-02]. （原始内容存档于2014-01-03）.
9. ↑  李錦繡. . www.xueshu.com. 2016年1月28日  [2018年8月4日]. （原始内容存档于2021年4月21日）.
10. ↑  郭物.  (PDF). www.kaogu.cn. 2015  [2018年8月4日]. （原始内容存档 (PDF)于2018年8月4日）.
11. ↑  韩香. . 陕西师范大学学报：哲社版. 2006  [2014-01-02]. （原始内容存档于2014-01-03）.
12. ↑  Unknown. . Boweph隨筆. 2017-10-03  [2019-07-14]. （原始内容存档于2021-04-21）.
13. 1 2  Romey, Kristin. . 國家地理. No. 270: 62–85.   [2024-05-15]. ISSN 1608-2621. （原始内容存档于2024-06-19）.
14. ↑  (Eliade, Couliano & Wiesner 1991，第254頁)
15. ↑  . 上海对外经济贸易志. 上海市地方志辦公室.   [2014-01-02]. （原始内容存档于2021-07-21）. “早期的印商洋行都属鸦片贩运商，以后逐渐转为经营进出口贸易。”“以经营走私鸦片为主的洋行有怡和、宝顺、沙逊、广隆等老牌洋行和架记、顺章、广昌等英属帕栖洋行。这些洋行都是在东印度公司垄断时期，即在广州从事港脚贸易的鸦片贩子。他们贩毒致富，到鸦片战争时已积累了大量财富。”
16. ↑  天星歷史展揭拜火教面紗 團體敦促政府學習珍惜文物 （页面存档备份，存于）《蘋果日報 (香港)》2007年12月16日
17. ↑  .   [2008-06-03]. （原始内容存档于2008-12-10）.
18. ↑  [英]玛丽·博伊斯《伊朗琐罗亚斯德教村落》
19. ↑  . Rudaw. 2015-06-02  [2016-05-17]. （原始内容存档于2017-08-25）.
20. ↑  . Al-Monitor. 2016-02-17  [2016-05-17]. （原始内容存档于2017-04-08）.
21. ↑  陈奇佳. . 基督教文化学刊. 2007  [2014-01-02]. （原始内容存档于2014-01-02）. 琐罗亚斯德就是查拉图斯特拉。希腊人最早言说“查拉图斯特拉”时因为音误而念成“琐罗亚斯德”，后世遂以讹传讹。

### 書目
- Kulke, Eckehard: The Parsees in India: a minority as agent of social change. München: Weltforum-Verlag (= Studien zur Entwicklung und Politik 3), ISBN 3-8039-00700-0
- Ervad Sheriarji Dadabhai Bharucha: A Brief sketch of the Zoroastrian Religion and Customs

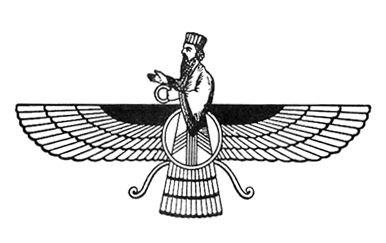
法拉瓦哈，最著名的祆教象征之一。

- Dastur Khurshed S. Dabu: A Handbook on Information on Zoroastrianism
- Dastur Khurshed S. Dabu: Zarathustra an his Teachings   A Manual for Young Students
- Jivanji Jamshedji Modi: The Religious System of the Parsis
- R. P. Masani: The religion of the good life Zoroastrianism
- P. P. Balsara: Highlights of Parsi History
- Maneckji Nusservanji Dhalla: History of Zoroastrianism; dritte Auflage 1994, 525 p, K. R. Cama, Oriental Institute, Bombay
- Dr. Ervad Dr. Ramiyar Parvez Karanjia: Zoroastrian Religion & Ancient Iranian Art
- Adil F. Rangoonwalla: Five Niyaeshes, 2004, 341 p.
- Aspandyar Sohrab Gotla: Guide to Zarthostrian Historical Places in Iran
- J. C. Tavadia: The Zoroastrian Religion in the Avesta, 1999
- S. J. Bulsara: The Laws of the Ancient Persians as found in the "Matikan E Hazar Datastan" or "The Digest of a Thousand Points of Law", 1999
- M. N. Dhalla: Zoroastrian Civilization 2000
- Marazban J. Giara: Global Directory of Zoroastrian Fire Temples, 2. Auflage, 2002, 240 p, 1
- D. F. Karaka: History of The Parsis including their manners, customs, religion and present position, 350 p, illus.
- Piloo Nanavatty: The Gathas of Zarathushtra, 1999, 73 p, (illus.)
- Roshan Rivetna: The Legacy of Zarathushtra, 96 p, (illus.)
- Dr. Sir Jivanji J. Modi: The Religious Ceremonies and Customs of The Parsees, 550 Seiten
- Mani Kamerkar, Soonu Dhunjisha: From the Iranian Plateau to the Shores of Gujarat, 2002, 220 p
- I.J.S. Taraporewala: The Religion of Zarathushtra, 357 p
- Jivanji Jamshedji Modi: A Few Events in The Early History of the Parsis and Their Dates, 2004, 114 p
- Dr. Irach J. S.Taraporewala: Zoroastrian Daily Prayers, 250 p
- Adil F.Rangoonwalla: Zoroastrian Etiquette, 2003, 56 p
- Rustom C Chothia: Zoroastrian Religion Most Frequently Asked Questions, 2002, 44 p
- Eliade, M.; Couliano, I.; Wiesner, H., , New York: Harper Collins, 1991, ISBN 0-06-062145-1

## 研究書目
- 林悟殊：《中古三夷教辨證》（北京：中華書局，2005）。
- 姜伯勤：《中國祆教藝術史研究》（北京：三聯書局，2004）。
- 玛丽·博伊斯著，張小貴等譯：《伊朗瑣羅亞斯德教村落》（北京：中華書局，2005）。